# Augustus Washington
Augustus Washington (* 1820/1821, Trenton, New Jersey; † 7. Juni 1875, Monrovia, Liberia) war ein afro-amerikanischer Daguerreotypist. Er ist 1853 aus den Vereinigten Staaten von Amerika nach Liberia ausgewandert. Er war nicht der einzige schwarze Fotograf der Zeit, aber einer der wenigen gut dokumentierten.
Augustus Washington wurde 1820 oder 1821 geboren. Sein Vater war Sklave in Virginia. Die früh verstorbene Mutter stammte angeblich aus dem Fernen Osten. Seine Stiefmutter war eine ehemalige Sklavin, sie wurde später von Washington als gute Christin indianischer, weißer und schwarzer Abstammung beschrieben.
Washington studierte am Oneida Institut in Whitesboro, New York, und an der Kimball Union Academy und besuchte anschließend das Dartmouth College (1843). Er erlernte die Daguerreotypie in den Winterferien 1843. Er verließ das Dartmouth College im Herbst 1844 und zog nach Hartford in Connecticut, wo er 1846 ein Daguerreotypiestudio eröffnete.
Er hatte geschäftlichen Erfolg, gab aber alles Erreichte auf, weil er keine Zukunft und keinen angemessenen Platz für sich in der amerikanischen Gesellschaft sah. Er wanderte im November 1853 mit Frau und zwei kleinen Kindern nach Westafrika aus. In Monrovia, der Hauptstadt Liberias, eröffnete er erneut ein Fotostudio und gründete auch temporäre Studios in Sierra Leone, Gambia und Senegal. 1858 noch Fotograf, wurde er danach Zuckerrohrfarmer auf einem ausgedehnten Besitz am St.-Paul-Fluss und gab die Fotografie auf. Er war ein angesehenes Mitglied der Gesellschaft und errang einen Sitz in beiden Kammern des liberianischen Parlamentes: dem Repräsentantenhaus und dem Senat. Augustus Washington starb im Jahre 1875.

## Werke

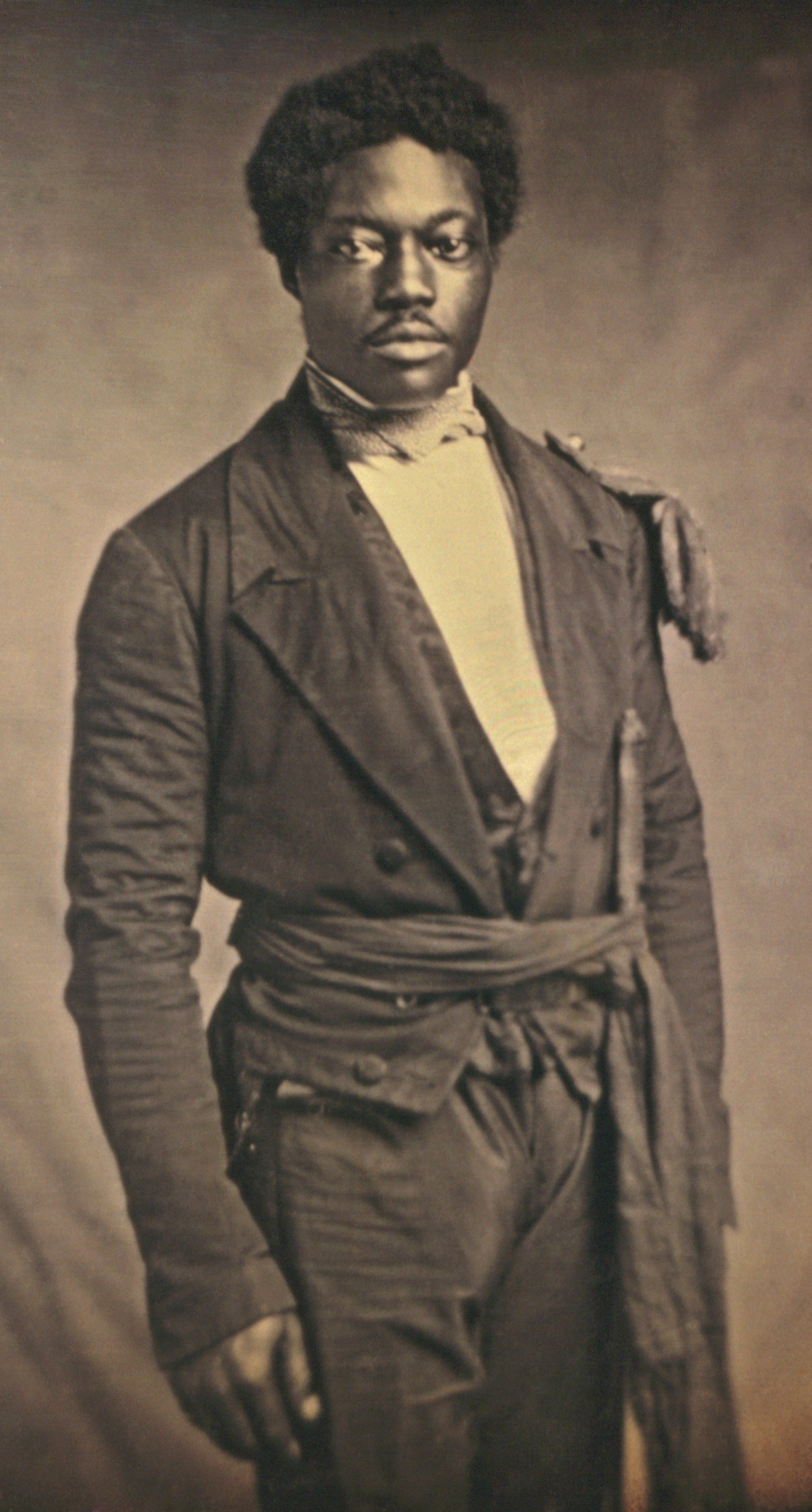
Chancy Brown, Wache im Senat von Liberia.
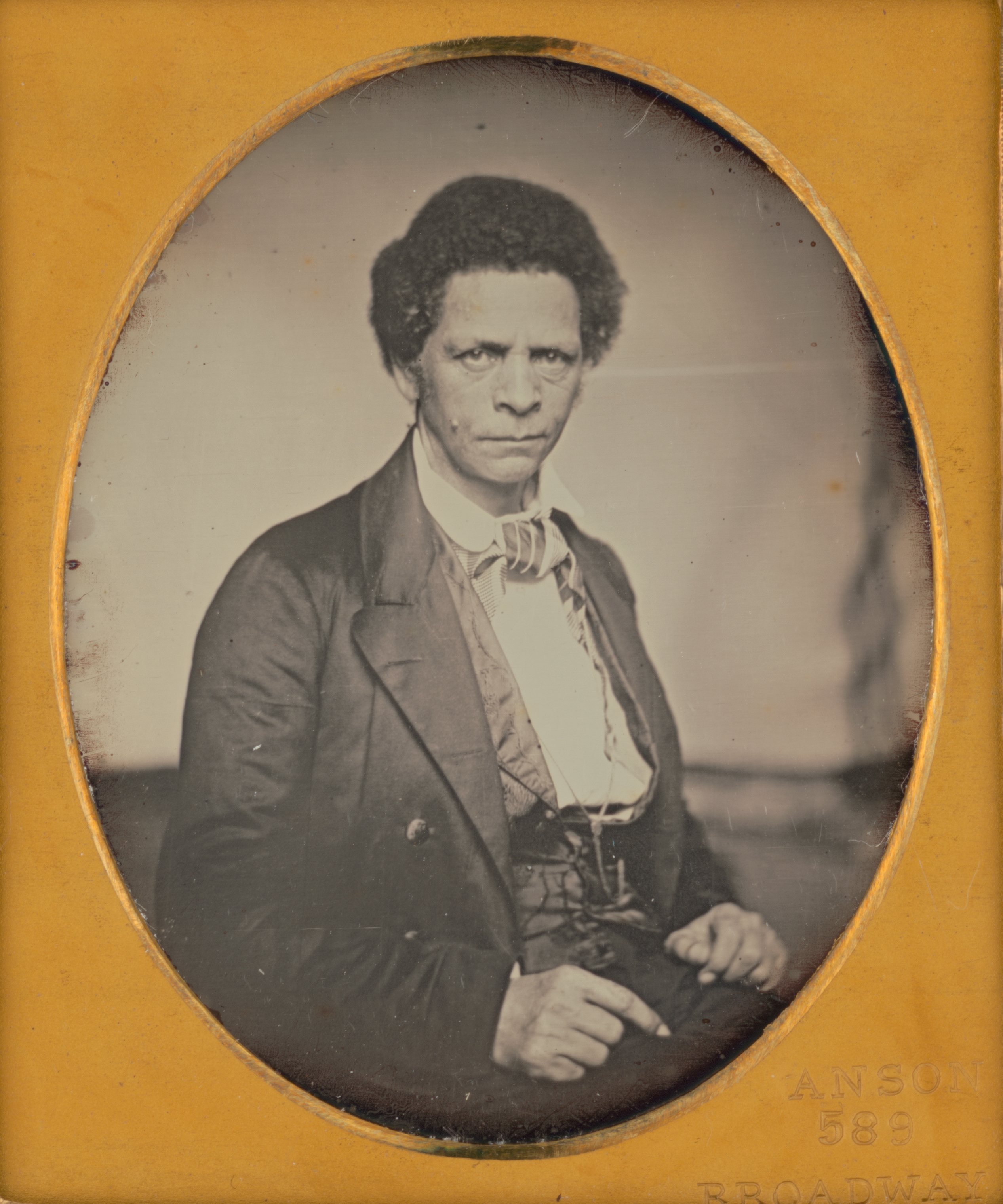
Joseph Jenkins Roberts, der erste und siebente Präsident Liberias.
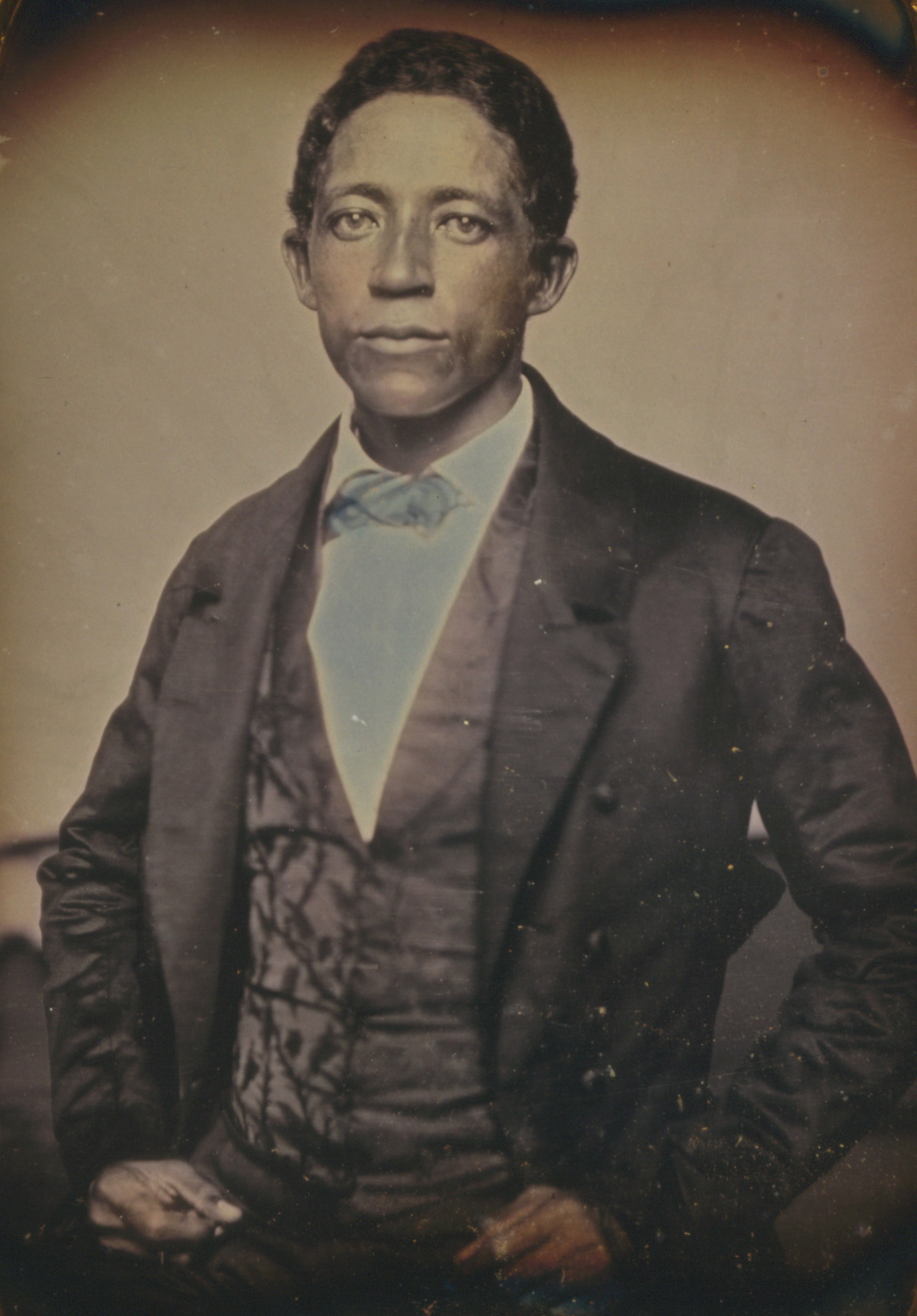
Urias McGill, ein Kaufmann aus Monrovia.